# Агатоникийска епархия
 Тази статия е за историческата и православната титулярна епархия.  За католическата вижте Агатоникийска епархия (Римокатолическа църква).  
Агатоникийската епархия (на гръцки: Ιερά Μητρόπολη Αγαθονίκειας) е титулярна епархия на Вселенската (митрополия) и на Българската патриаршия (епископия).
Агатоникийската епископия (Επισκοπή Αγαθονίκειας) започва да се споменава в тактиконите от IX век (епархийските списъци) като първата от десетте епископии на Пловдивската митрополия.
Известен е само един действащ епископ - Василий, всички други по-късно са титулярни епископи и митрополити на Вселенската патриаршия. В XIX век агатоникийските епископи са викарии на пловдивския митрополит и резидират в Пазарджик.
Точното местоположение на град Агатоники (наричан и Агатоникия) е неизвестно. Вероятно е била в подножието на Родопите, близо до Пловдив. Според някои е край село Оряхово в южните склонове на Сакар.
Агатоникийска е титулярна епископия и на Българската екзархия от 30 декември 1951 година.

## История
Епископи на Вселенската патриаршия
| Име     |           | Управление            |
| ------- | --------- | --------------------- |
| Василий | Βασίλειος | II половина на XI век |

Титулярни епископи на Вселенската патриаршия
| Име                | Име       | Управление             |
| ------------------ | --------- | ---------------------- |
| Дионисий           | Διονύσιος | декември 1804 – 1827 † |
| Григорий Гудохирас | Γρηγόριος | 1849 – 1877 †          |

Титулярни митрополити на Вселенската патриаршия
| Име                  | Управление                         | Забележка                   |
| -------------------- | ---------------------------------- | --------------------------- |
| Орест (Чорнок)       | 1 януари 1966 – 17 февруари 1977 † | от презвитер                |
| Апостол (Даниилидис) | 6 ноември 1995 — 4 септември 2000  | от дякон, в мосхонисийки м. |

Титулярни епископи на Българската екзархия и патриаршия
| Име             | Управление                            |
| --------------- | ------------------------------------- |
| Йона (Проданов) | 30 декември 1951 – 12 декември 1959 † |
| Наум (Шотлев)   | 28 ноември 1982 – 31 март 2005 †      |
| Борис (Добрев)  | 22 март 2008 –                        |